# Château de Čachtice
Le château de Čachtice (prononciation slovaque : [ˈt͡ʃaxcit͡sɛ] ; slovaque : Čachtický hrad, hongrois : Csejte vára) est un château en ruines situé en Slovaquie à proximité du village de Čachtice. Il surplombe une colline offrant, notamment, des plantes rares, et qui pour cette raison, a été déclarée réserve naturelle nationale. Le château fut la résidence et la prison de la comtesse Élisabeth Báthory, que l'on soupçonne d'être le tueur en série féminin le plus prolifique de tous les temps.
L'édifice a été construit au milieu du XIIIe siècle par Kazimir dans un rôle de sentinelle sur la route de Moravie. Plus tard, il appartint à Máté Csák, à la famille Stibor, puis à la célèbre Comtesse sanglante Élisabeth Báthory. Le château, ses terres et les villages environnants, constituaient le cadeau de la famille Nádasdy lors du mariage d'Élisabeth et de Ferenc I Nádasdy en 1575.
À l'origine, le château s'inscrivait dans un style roman. Il a, par la suite, été agrandi durant les XVe et XVIe siècles et a, dès lors, pris un style gothique. Il a ensuite été rénové au cours du XVIIe siècle. Enfin, en 1708, le château fut pris et pillé par les rebelles de Ferenc II Rákoci. Il a alors été définitivement abandonné et s'est progressivement délabré. En mai 2012, le château est fermé au public, et des travaux de restauration sont entrepris sur une période de 2 ans, jusqu'en mai 2014. 
La légende veut que la comtesse Élisabeth Báthory ait été condamnée à être emmurée dans la chambre de son château. La porte et les fenêtres furent entièrement obstruées, à l’exception d'une fente pour la nourriture. Élisabeth accepta la condamnation et se laissa enfermer sans un mot ou un signe de résistance.  